# Újlak vára
Újlak vára (horvátul: Iločka utvrda) egy erődítmény Újlakon a város központjában, Horvátországban. A várat valószínűleg a Csák nembeli Ugrin építtette, de tekintélyes erődítménnyé az Újlaki család idejében vált.

## Fekvése
Újlak városában, a Duna jobb partján emelkedő magaslaton áll.

## Története

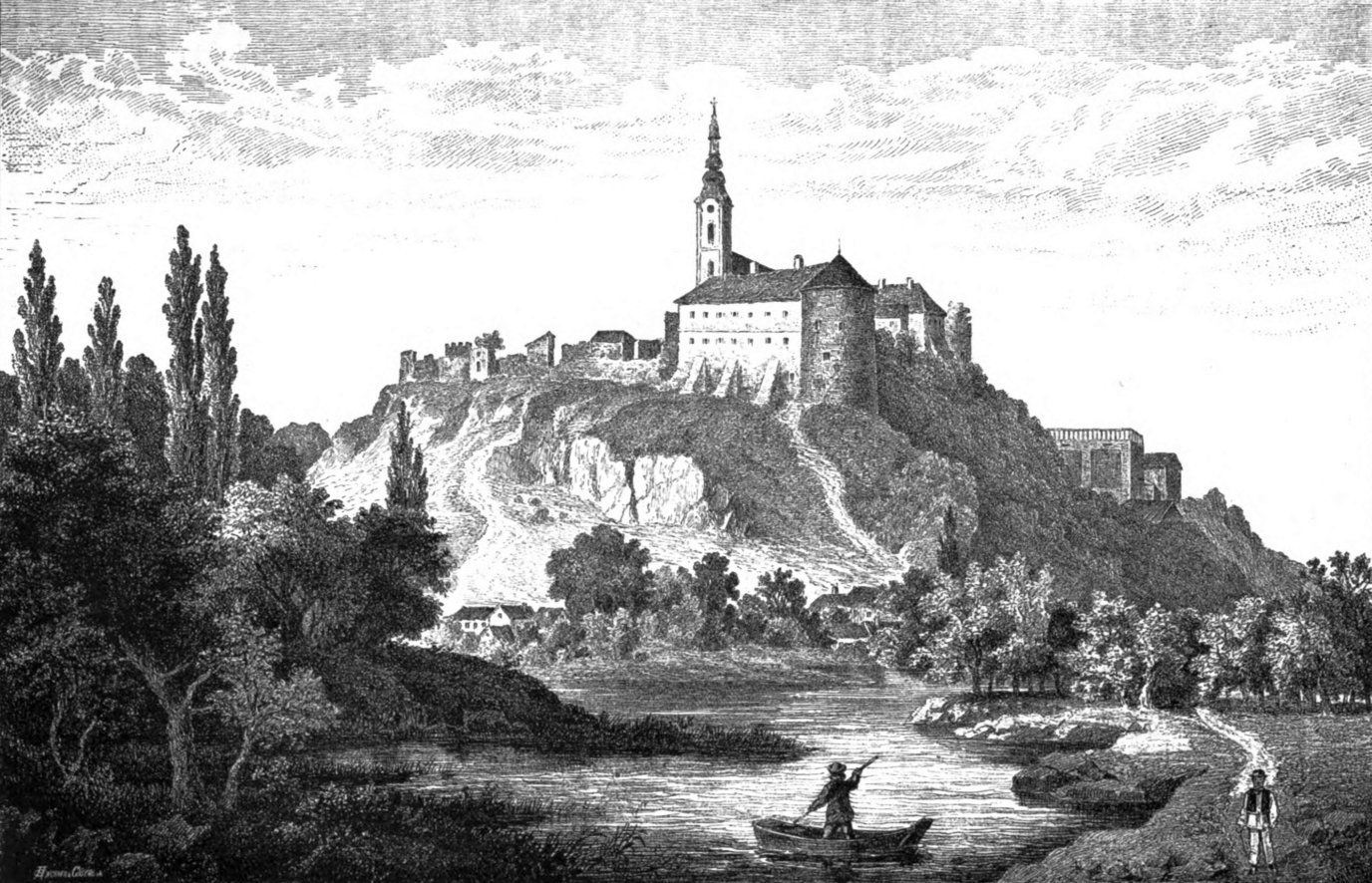
Újlak vára 1880-ban

A várat valószínűleg a Csák nembeli Ugrin építtette a 14. század elején, először 1364-ben említik, ekkor kapta meg az Újlaki család. Újlaki Miklós korának egyik leghatalmasabb főura, macsói bán, erdélyi vajda és bosnyák király a várba kétszintes palotát építtetett. 1387-ben Garai Miklós macsói bán foglalta el kiűzve onnan a lázadó Horvátiakat. 1526. augusztus 8-án nyolc napi ostrom után Ibrahim basa foglalta el, és csak 1688. július 12-én szabadította fel II. Miksa Emánuel bajor választófejedelem serege. A török uralom alatt a szerémi szandzsák székhelye volt. Ezután birtokosai, az itáliai származású Odelscalchi hercegek a középkori várpalota helyére korszerű kastélyt építettek. A vár ezután is végig lakott volt, hiszen a kastély mellett itt áll a ferencesek temploma és kolostora is.

## A vár mai állapota
A vár nyugat-keleti irányban több, mint 300 méter hosszúságban húzódik a Duna feletti magaslat tetején. Alaprajza követi a hegytető alakját. A falak eredeti teljes hossza körülbelül 1350 méter. A falakon nyíllövésnyire kisebb, kerek és téglalap alakú tornyok vannak elhelyezve. Az erőd bejárati része a barbakán volt. Két kapuval rendelkezett, amelyek felett jellegzetes tornyok voltak. A bejárati rész előtt egy másik kisebb erőd volt, melyhez felvonóhíd vezetett. A vár két jelentős része a nyugati részen álló 18. századi Odescalchi kastély, mely az Újlakiak középkori várpalotájának helyén épült, míg keleten a ferencesek templom és kolostora áll. A két rész között egy hatalmas, számos bástyával erősített várfalakkal határolt udvar található. A vár délnyugati sarkát egy hatalmas rondella zárja, melynek keleti előterében az egykori kastélykert maradványai láthatók.

## Galéria
- A vár falai
- A vár a ferences templommal
- Újlak látképe
- Újlak falai
- Újlak falai
- A vár modellje